# Владислав III (князь Чехії)
Владислав III Індржих (*Vladislav III бл. 1160  —12 серпня 1222) — князь Богемії у 1197 та маркграф Моравії у 1192 та 1197—1222 роках.

## Біографія
Походив з династії Пржемисловичів. Молодший син богемського князя і короля Владислав I та Юдіт Людовінг з Тюрінгії. Народився близько 1160 року. Вперше згадується у 1187 році як одержувач привілеїв. 1191 року підтримував брата Пржемисла у боротьбі за князівську владу проти князя Вацлава II.
Після того як його брат Пржемисл Отакар у 1192 році домігся князівської корони, імператор затвердив Владислава маркграфом Моравії, Брненським і Зноємським князем при згоді імператора Генріха VI. Після зміщення Пржемисла у 1193 році новий князь Бржетіслав III викликав Владислава до Праги, де помістив спочатку під нагляд, а потім ув'язнив.
Коли в 1197 році Бржетіслав III тяжко захворів, знать стала обмірковувати обрання нового князя. Побоюючись, що Пржемисл Отакар буде мстити їм за зраду в 1192 році, вони звільнили із в'язниці Владислава і обрали його князем 22 червня. Дізнавшись про це, Пржемисл, який перебував за кордоном, зібрав військо і поспішив до Чехії, сподіваючись зайняти престол. Владислав 6 грудня виступив йому на зустріч, але, незважаючи на вмовляння деяких магнатів, відмовився проливати кров і поступився владою Пржемислу. Владислав знову отримав під управління Моравію з титулом маркграфа.
У Моравії Владиславу III довелося боротися з місцевими князями в Брно і Оломоуці. До 1213 року він об'єднав під своєю владою всю Моравію, перемігши князя Спитігнева III Брненського. Владислав заснував в Моравії багато нових міст і заклав цистерціанський монастир в Велеграді 1205 року. «Золота Сицилійська булла» 1212 роки зробила Моравію спадковим імперським леном. Водночас Владислав III отримав невеличний льон в Саксонії. Підтримував заснування обробки золота. 1213 року заснував місто Унічов.
У 1216 році Владислав визнав право небіжа Вацлава на спадкування чеського трону по праву первородства. Владислав помер 12 серпня 1222 року, не залишивши потомства. Новим маркграфом Моравії став Вацлав.

## Родина
Дружина — Гейльвіда (походження невідоме, ймовірно з володарів австрійського міста Трнава)